# ESC Gaming
ESC Gaming ist eine deutsche Multigaming E-Sports-Organisation, die Teams und ihre Spieler sponsert. Momentan hat die Organisation Vertreter im Spiel Counter-Strike: Global Offensive sowie Valorant aktiv.
Zu den bekanntesten Gesichtern von ESC Gaming gehörten die sog. „Golden Five“ sowie zahlreiche andere exzellente Spieler aus diversen anderen Spieletiteln. Durch die Rottal E-Sport Group begann 2021 die Umstrukturierung der Organisation sowie der Rebrand und Relaunch.

## Geschichte

### Gründung
Gegründet wurde ESC Gaming von Rolf Platschka in Kooperation mit ICY BOX im Jahr 2008. Er managte, trainierte die Teams und coachte die Spieler. Der Hauptsponsor des Teams ist Sennheiser, allerdings hat das Team noch weitere Sponsoren, darunter Ultraforce, Eizo, Raidsonic und CKRAS.
Die Anfänge machte der Clan in Counter-Strike 1.6. Kurze Zeit später wurden Frauenteams aufgenommen und mit StarCraft kam der erste Echtzeitstrategiespiel dazu.
Mit dem CS-1.6-Team konnte der direkte Aufstieg aus der ESL Amateur Series geschafft werden, das Team wurde, obwohl die Organisation zu diesem Zeitpunkt noch unbekannt war, auf viele größere Events geschickt und konnte schnell Erfolge verbuchen.
Durch zunehmende Bekanntheit wurden auch Spieler auf das Team aufmerksam und in den neu erscheinenden Spieletiteln konnten schnell bekannte Spieler unter Vertrag genommen werden.

### Wichtigste Erfolge

#### Counter-Strike 1.6
| Datum     | Platz | Turnier                               | Preisgeld |
| --------- | ----- | ------------------------------------- | --------- |
| Dez. 2011 | 2.    | ESL Pro Series Germany Winter 2011    | 03.000 €  |
| Dez. 2011 | 1.    | World Cyber Games                     | 25.000 €  |
| März 2012 | 1.    | IEM Season VI World Championship 2012 | 50.000 €  |
| Juni 2012 | 3.    | DreamHack Summer                      | 01.850 €  |

#### League of Legends
| Datum     | Platz | Turnier                            | Preisgeld |
| --------- | ----- | ---------------------------------- | --------- |
| Mai 2013  | 1.    | ESL Pro Series Germany Spring 2013 | 4.300 €   |
| Dez. 2013 | 2.    | ESL Pro Series Germany Winter 2013 | 1.200 €   |

#### StarCraft II
Sascha „GoOdy“ Lupp
| Datum     | Platz | Turnier                              | Preisgeld |
| --------- | ----- | ------------------------------------ | --------- |
| Jan. 2011 | 5./6. | IEM Season V - European Championship | 0800 $    |
| Dez. 2011 | 2.    | EPS Germany Season 19                | 1.800 €   |

 Tobias „ShoWTimE“ Sieber
| Datum    | Platz | Turnier                    | Preisgeld |
| -------- | ----- | -------------------------- | --------- |
| Mai 2014 | 1.    | ESL Pro Series Spring 2014 | 3.000 €   |

#### FIFA 14
Antonino „dawnsoon“ Sammarco
| Platz | Turnier                 | Preisgeld |
| ----- | ----------------------- | --------- |
| 2.    | EPS Germany Summer 2014 | 300 €     |

## Wichtige ehemalige Spieler
- Fatih „gob b“ Dayik (Counter-Strike, 2010–2011)
- Filip „Neo“ Kubski (Counter-Strike und Counter-Strike Global Offensive, 2011–2013)
- Wiktor „TaZ“ Wojtas (Counter-Strike und Counter-Strike Global Offensive, 2011–2013)
- Jarosław „Pasha“ Jarząbkowski (Counter-Strike und Counter-Strike Global Offensive, 2011–2013)